# ロベルト・デ・アシス・モレイラ
ロベルト・デ・アシス・モレイラ（Roberto de Assis Moreira、1971年1月10日 - ）は、ブラジル・リオ・グランデ・ド・スル州ポルトアレグレ出身の元サッカー選手、代理人、サッカークラブオーナー。ロナウジーニョは弟。

## 経歴
地元のグレミオでキャリアをスタートさせ、スイス、ポルトガル、日本、メキシコのクラブに在籍。攻撃的ミッドフィールダーとしてプレーした。
引退後は実弟ロナウジーニョの代理人を務めている。またブラジルのサッカークラブ、ポルト・アレグレFCのオーナーでもある。

## 不祥事
- 2012年4月18日、脱税とマネー・ローンダリングの罪で懲役5年5ヶ月の実刑判決を受けた[1]。

- 2020年3月4日（現地時間）、慈善イベントなどへの参加を目的に弟のロナウジーニョと共にパラグアイに入国し、宿泊先のアスンシオンのホテルで偽造パスポートを使用したとして現地の警察に逮捕された。2人は2015年にブラジルの環境保護区内の湖に無許可で桟橋を作ったとして有罪判決を受け、罰金刑を科せられていたが、850万レアル（約2億円）以上の罰金の支払いが滞り、国外逃亡を防ぐため2018年11月にパスポートを押収されていた。翌年9月には罰金を支払ってパスポート取り戻していたが、今回の入国の際に国籍を記載する欄をパラグアイに偽装した偽造パスポートを所持していたところを拘束された[2][3][4]。

## 所属クラブ
- 1987年 - 1992年  グレミオFBPA
- 1992年 - 1995年  FCシオン
- 1995年 - 1996年  スポルティング・クルーベ・デ・ポルトゥガル
- 1996年 - 1997年  フルミネンセFC
- 1996年  CRヴァスコ・ダ・ガマ
- 1998年  スポルティング・クルーベ・デ・ポルトゥガル
- 1998年  CFエストレラ・アマドーラ
- 1999年  コンサドーレ札幌
- 2000年  テコスUAG
- 2000年  SCコリンチャンス・パウリスタ
- 2001年 - 2002年  モンペリエHSC

## 個人成績
| 国内大会個人成績 | 国内大会個人成績 | 国内大会個人成績 | 国内大会個人成績 | 国内大会個人成績 | 国内大会個人成績 | 国内大会個人成績 | 国内大会個人成績 | 国内大会個人成績 | 国内大会個人成績 | 国内大会個人成績 | 国内大会個人成績 |
| 年度             | クラブ           | 背番号           | リーグ           | リーグ戦         | リーグ戦         | リーグ杯         | リーグ杯         | オープン杯       | オープン杯       | 期間通算         | 期間通算         |
| 年度             | クラブ           | 背番号           | リーグ           | 出場             | 得点             | 出場             | 得点             | 出場             | 得点             | 出場             | 得点             |
| 日本             | 日本             | 日本             | 日本             | リーグ戦         | リーグ戦         | リーグ杯         | リーグ杯         | 天皇杯           | 天皇杯           | 期間通算         | 期間通算         |
| ---------------- | ---------------- | ---------------- | ---------------- | ---------------- | ---------------- | ---------------- | ---------------- | ---------------- | ---------------- | ---------------- | ---------------- |
| 1999             | 札幌             | 10               | J2               | 29               | 8                | 2                | 0                | 2                | 1                | 33               | 9                |
| 通算             | 日本             | 日本             | J2               | 29               | 8                | 2                | 0                | 2                | 1                | 33               | 9                |
| 総通算           | 総通算           | 総通算           | 総通算           | 29               | 8                | 2                | 0                | 2                | 1                | 33               | 9                |

## タイトル

### 選手時代
グレミオFBPA
- カンピオナート・ガウショ：3回（1988、1989、1990）
- コパ・ド・ブラジル：1回（1989）

FCシオン
- スイス・スーパーリーグ：1回（1997）
- スイス・カップ：2回（1995、1997）

スポルティング・クルーベ・デ・ポルトゥガル
- スーペルタッサ・カンディド・デ・オリベイラ：1回（1995）